# Muscodor
Muscodor is een geslacht van schimmels dat behoort tot de familie Induratiaceae. De typesoort is Muscodor albus. De typesoort later heringedeeld naar het geslacht Induratia als Induratia alba.

## Soorten
Volgens Index Fungorum telt het geslacht zeven soorten (peildatum januari 2022):
| Soortnaam                | Auteur(s)                       | Publicatiejaar |
| ------------------------ | ------------------------------- | -------------- |
| Muscodor brasiliensis    | L.C. Pena, Servienski & V. Kava | 2019           |
| Muscodor darjeelingensis | Meshram, N. Kapoor & S. Saxena  | 2014           |
| Muscodor fengyangensis   | Chu L. Zhang                    | 2010           |
| Muscodor heveae          | Siri-Udom & Lumyong             | 2015           |
| Muscodor kashay          | Meshram, N. Kapoor & S. Saxena  | 2014           |
| Muscodor tigerensis      | S. Saxena, Meshram & N. Kapoor  | 2015           |
| Muscodor yunnanensis     | C.L. Zhang                      | 2019           |